# Nils Axel Kullberg
Nils Axel Kullberg, född 1824 i Falköping, död 1884 i Stockholm, var en svensk arkivarie och urkundsutgivare. Han var kusin till Carl Anders Kullberg.
Kullberg blev student vid Uppsala universitet 1842, filosofie magister 1851, 1865 andre och 1874 förste amanuens i Riksarkivet samt 1877 arkivarie där. Kullberg utgav en förteckning av Svenska Riks-Archivets pergamentsbref från och med 1351 (omfattande tiden 1351-1400; 3 delar, 1866-72), med angivande av deras innehåll, samt "Svenska Riksrådets protokoll" (omfattande tiden 1621-33; 3 delar, 1878-85). Bägge dessa publikationer, som röjer fin urskiljning och stor forskarflit, intar ett framstående rum bland svenska källskriftsamlingar. År 1869 invaldes Kullberg i Kungliga Samfundet för utgivande av handskrifter rörande Skandinaviens historia och 1881 blev han ledamot av Vitterhets-, historie- och antikvitetsakademien.